# Baldwin de Redvers, 6. Earl of Devon

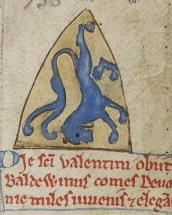
Matthäus Paris notierte den Tod von Baldwin de Redvers, 6. Earl of Devon, in seiner Historia Anglorum mit einer Darstellung seines auf den Kopf gestellten Wappens, 13. Jahrhundert.

Baldwin de Redvers, 6. Earl of Devon (* 1216/1217; † 15. Februar 1245) war ein englischer Adliger im 13. Jahrhundert.
Er entstammte der Familie Redvers und war der Sohn von Baldwin de Redvers und der Margaret FitzGerold. Redvers Vater starb im Zeitraum seiner Geburt und kurz darauf starb auch der Großvater William de Redvers, 5. Earl of Devon, dem er somit schon als Kleinkind als Earl of Devon und Lord of the Isle of Wight nachfolgte. Seine Mutter heiratete darauf den Söldnerführer Falkes de Bréauté. Am 25. Dezember 1239 wurde er in Winchester offiziell zum Earl of Devon investiert.
In den Jahren 1239 bis 1240 beteiligte sich Redvers an der Seite Richards von Cornwall am Kreuzzug der Barone in das heilige Land. Nach seinem Tod wurde er in der Breamore Priory in Hampshire bestattet.
Baldwin de Redvers war seit 1226 verheiratet mit Amicia de Clare († 1284), einer Tochter von Gilbert de Clare, 4. Earl of Hertford, 1. Earl of Gloucester. Aus der Ehe gingen zwei Kinder hervor:
- Baldwin de Redvers, 7. Earl of Devon (* 1. Januar 1236; † 1262 in Paris)
- Isabel de Redvers, 8. Countess of Devon (* 1237; † 10. November 1293) ⚭ 1248 mit William de Forz († 1260)

## Weblink
- Earls of Devon (Redvers) bei Foundation for Medieval Genealogy.ac (englisch)

| Vorgänger          | Amt                                               | Nachfolger         |
| ------------------ | ------------------------------------------------- | ------------------ |
| William de Redvers | Earl of Devon Lord of the Isle of Wight 1217–1245 | Baldwin de Redvers |

| Personendaten    | Personendaten                         |
| ---------------- | ------------------------------------- |
| NAME             | Redvers, Baldwin de, 6. Earl of Devon |
| KURZBESCHREIBUNG | englischer Adliger                    |
| GEBURTSDATUM     | 1216 oder 1217                        |
| STERBEDATUM      | 15. Februar 1245                      |